# Thâm Tâm
Thâm Tâm (1917–1950) là một nhà thơ và nhà viết kịch Việt Nam. Ông nổi tiếng với bài thơ Tống biệt hành, với một phong cách thơ hòa hợp giữa cổ điển và hiện đại, thể hiện hào khí rất cao.

## Cuộc đời và sự nghiệp
Ông tên thật là Nguyễn Tuấn Trình, sinh ngày 12 tháng 5 năm 1917 tại thị xã Hải Dương (nay là thành phố Hải Dương), tỉnh Hải Dương.
Xuất thân trong một nhà giáo nền nếp, thuở nhỏ, ông học tiểu học ở Hà Nội. Từ năm 1938, từng vẽ tranh để kiếm sống. Từ những năm 1940, ông tham gia viết báo, viết văn và thường được đăng tải trên Tiểu thuyết thứ bảy, Ngày nay, Tiểu thuyết thứ năm và Truyền bá quốc ngữ... Ông từng thử sức trên nhiều thể loại nhưng thành công hơn cả vẫn là thơ. Thơ Thâm Tâm có nhiều giọng điệu, khi buồn da diết, khi trầm hùng, bi tráng, khi reo vui...
Sau Cách mạng tháng Tám 1945, Thâm Tâm tham gia văn hóa Cứu quốc, ở trong Ban biên tập báo Tiên Phong (1945-1946), sau đó ông nhập ngũ, làm thư ký tòa soạn báo Vệ quốc quân (sau là báo Quân đội Nhân dân).
Ông mất sau một cơn bệnh đột ngột ngày 18 tháng 8 năm 1950 trên đường đi công tác trong chiến dịch Biên giới, được đồng đội và nhân dân địa phương mai táng tại bản Pò Noa, xã Phi Hải, huyện Quảng Uyên, tỉnh Cao Bằng.
Thâm Tâm nổi tiếng với bài thơ Tống biệt hành. Sinh thời ông chưa in thơ thành tập. Sáng tác thơ của ông được xuất bản năm 1988 trong sưu tập Thơ Thâm Tâm.
Ngoài ra, Thâm Tâm còn có 3 bài thơ Gửi T.T.Kh., Màu máu Tygôn, Dang dở. Đây là những bài thơ tình hay nhất của Thâm Tâm gởi cho thi sĩ bí ẩn T.T.Kh. trong năm 1940. Trong các bài thơ, ông tự nhận là người tình cũ của T.T.Kh. Một số người còn cho rằng chính ông là T.T.Kh. Tuy nhiên, vẫn không ai biết chính xác là như thế nào.
Thâm Tâm được truy tặng Giải thưởng Nhà nước về Văn học nghệ thuật năm 2007

### Gia đình
Thâm Tâm sinh ra trong một gia đình đông anh chị em. Cụ thân sinh Nguyễn Tuấn Thịnh, làm thầy giáo nên còn gọi là cụ giáo Thịnh. Thâm Tâm có 2 chị gái, 2 em trai và 2 em gái. Em trai út tên là Nguyễn Tuấn San, bút danh Hoài Niệm, Bắc Thôn, tác giả truyện thiếu nhi "Hai làng Tà Pình và Động Hía".
Bà Phạm Thị An (1920-2005) là vợ Thâm Tâm. Thâm Tâm có một con trai duy nhất, Nguyễn Tuấn Khoa, sinh năm 1946, nguyên Viện trưởng Viện Thông tin Y học Bộ Y tế, tác giả truyện ngắn "Hoa Thạch Trúc báo bình yên". Con dâu là Nguyễn Ngọc Mỹ, nguyên Chủ nhiệm Bộ môn Ngoại ngữ, Đại học Dược Hà Nội. Hai cháu nội là Nguyễn Tuấn Huy và Nguyễn Mỹ Trang.

## Tác phẩm chính

### Thơ
- Tống biệt hành
- Ngậm ngùi cố sự
- Chào Hương Sơn
- Ly biệt
- Vạn lý Trường thành (thơ in trên các báo trước 1945)
- Chiều mưa đường số 5 (1948)
- Thơ Thâm Tâm (1988)

### Kịch
- Sương tháng Tám (kịch một hồi, Tiểu thuyết thứ bảy, 1939)
- Nga Thiên Hương
- 19-8
- Lối sống (1945)
- Lá cờ máu
- Người thợ (1946)